# Ancistrocerus parietum
Ancistrocerus parietum (лат.) — вид одиночных ос из семейства Vespidae.

## Распространение
Голарктика. Встречаются в Северной Америке, Европе, Северной Африке и Северной Азии. Завезён из Старого Света в Америку в 1916 году.

## Описание
Длина переднего крыла самок 7,5—10,0 мм, а у самцов — 6,5—8,0 мм. Окраска тела в основном чёрная с жёлтыми отметинами. Гнёзда строят на камнях, ветвях деревьев и почве. Для кормления своих личинок добывают в качестве провизии гусениц бабочек из семейства Tortricidae, а в Европе также и личинок жуков-листоедов рода Melasoma (Chrysomelidae).